# Тарнув-Опольський (гміна)
Гміна Тарнув-Опольський (пол. Gmina Tarnów Opolski) — сільська гміна у південно-західній Польщі. Належить до Опольського повіту Опольського воєводства.
Станом на 31 грудня 2011 у гміні проживало 9725 осіб.

## Площа
Згідно з даними за 2007 рік площа гміни становила 81.60 км², у тому числі:
- орні землі: 47.00%
- ліси: 44.00%

Таким чином, площа гміни становить 5.14% площі повіту.

## Населення
Станом на 31 грудня 2011:
| Опис     | Загалом | Загалом | Чоловіки | Чоловіки | Жінки | Жінки |
| -------- | ------- | ------- | -------- | -------- | ----- | ----- |
| одиниця  | осіб    | %       | осіб     | %        | осіб  | %     |
| все      | 9725    | 100     | 4666     | 47.98    | 5059  | 52.02 |
| міське   | 0       | 100     | 0        |          | 0     |       |
| сільське | 9725    | 100     | 4666     | 47.98    | 5059  | 52.02 |

## Сусідні гміни
Гміна Тарнув-Опольський межує з такими гмінами: Ґоґолін, Ізбицько, Прушкув, Хжонстовіце.